# Islands District
Islands District (chinesisch 離島區 / 离岛区, Pinyin Lídǎo qū, Jyutping Lei4dou2 keoi1 – „Vorgelagerte Insel-Bezirk, Inselbezirk“) ist einer der 18 Distrikte Hongkongs. Er gehört zu den New Territories. Auf der künstlich angelegten Insel Chek Lap Kok, die zu Islands District gehört, liegt der Internationale Flughafen Hongkong. Mit knapp 160.000 Einwohnern und einer Bevölkerungsdichte von 886 Einwohnern pro km² (2016) ist Islands District der Distrikt Hongkongs mit der geringsten Bevölkerungszahl und Bevölkerungsdichte. Mit 176,97 km² ist es zugleich der flächenmäßig größte Distrikt. Die amtlich registrierten Wählerschaft des Distrikts für den Bezirksrat (englisch district council) beträgt 2021 insgesamt 94.821 Wähler.

## Beschreibung
Der Islands District umfasst mehr als 20 Inseln, von denen die größten Lantau Island, Lamma Island, Cheung Chau, Peng Chau and Po Toi sind. Ein großer Teil der Bevölkerung lebt in der Neubausiedlung Tung Chung an der Nordküste der Insel Lantau. Der Rest verteilt sich auf Cheung Chau, Peng Chau, Lamma Island, Tai O, Mui Wo, Tung Chung, Süd-Lantau und Discovery Bay.
Die Hauptinseln des Distrikts sind:
- Peng Chau, 坪洲
- Chek Lap Kok, 赤鱲角
- Cheung Chau, 長洲
- Hei Ling Chau, 喜靈洲
- Kau Yi Chau, 交椅洲
- Lamma Island, 南丫島
- Lantau Island, 大嶼山 a
- Po Toi Islands, 蒲苔群島
- Shek Kwu Chau, 石鼓洲
- Siu A Chau, 小鴉洲
- Tai A Chau, 大鴉洲
- Chau Kung To, 周公島

Fußnote

## Wirtschaft
Seitdem 1998 der neue Flughafen auf der abgetragenen und künstlich verbreiterten Insel Chek Lap Kok eröffnet wurde, hat sich die Wirtschaftsstruktur der Insel Lantau merklich gewandelt. Das Inselinnere ist ein Landschaftspark bzw. Landschaftsschutzgebiet und darf nicht bebaut werden. An der Nordküste wurde seit Jahren die Plan- und Satellitenstadt Tung Chung ausgebaut, die in der Endausbauphase mehr als 200.000 Einwohner zählen soll, also mehr als der gesamte Island District derzeit. Zu einem weiteren Wachstum wird die im Oktober 2018 eröffnete Hongkong-Zhuhai-Macau-Brücke führen, die Hongkong mit dem anderen Ufer des Perlflusses verbindet und deren Trassenführung so gelegt wurde, dass sie auf Chek Lap Kok und an der Nordküste Lantaus endet. Ebenfalls auf Chek Lap Kok befindet sich die AsiaWorld-Expo-Halle, die als größtes Kongress- und Messezentrum Hongkongs fungiert. Auf Lamma befindet sich das zweitgrößte Kohle- und Gaskraftwerk Hongkongs mit einer Kapazität von 3,736 MW, außerdem die 800 kW-Windturbine Lamma Winds und ein 1 MW-Solarkraftwerk.

## Sehenswürdigkeiten und Tourismus
Auf verschiedenen Inseln wurden archäologische Überreste steinzeitlicher Siedlungen wissenschaftlich dokumentiert, so. z. B. auf Lamma und Lantau. Auf mehreren Inseln gibt es kleine Tempel und Überreste von Befestigungen, die zur Qing-Zeit gegen Piratenüberfälle erbaut wurden. Fischrestaurants auf Tai O, Cheung Chau und Lamma sind ein Ziel von Ausflugsgästen aus den nördlichen Stadtbezirken. Auf Lantau Island liegt das buddhistische Kloster Po Lin (寶蓮禪寺). In den 1990er Jahren wurde dort die 34 Meter hohe sitzende bronzene Tian-Tan-Buddha-Statue errichtet, die einige Jahre lang als die größte ihrer Art weltweit galt. Jedes Jahr, zum Buddhas Geburtstag – im Mai nach dem gregorianischen Kalender, wird hier das „Baden“ des Buddhas, d. h. die zeremonielle Reinigung der Statue vollzogen, was zahlreiche Besucher anzieht.

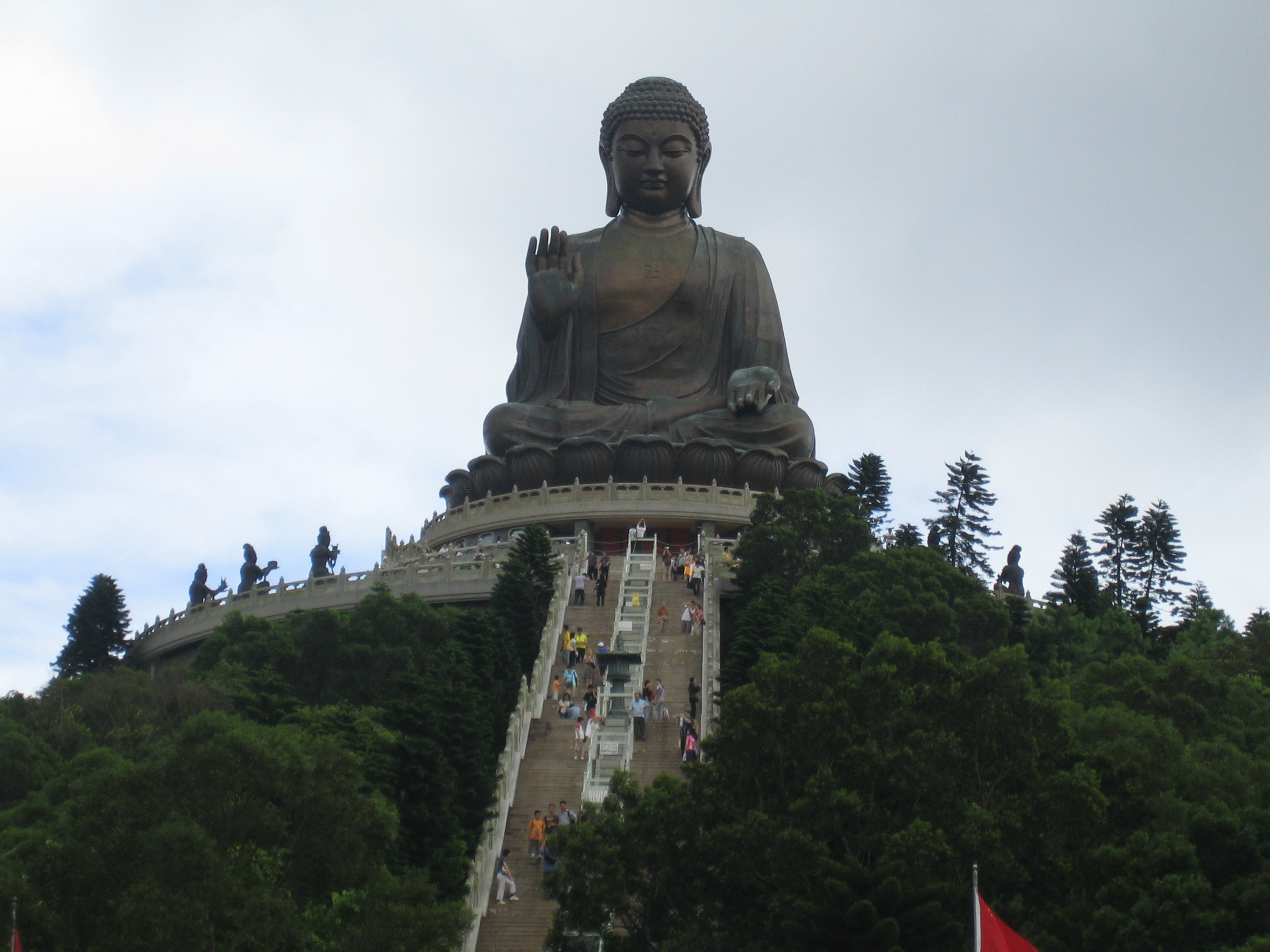
Buddhastatue von Po Lin
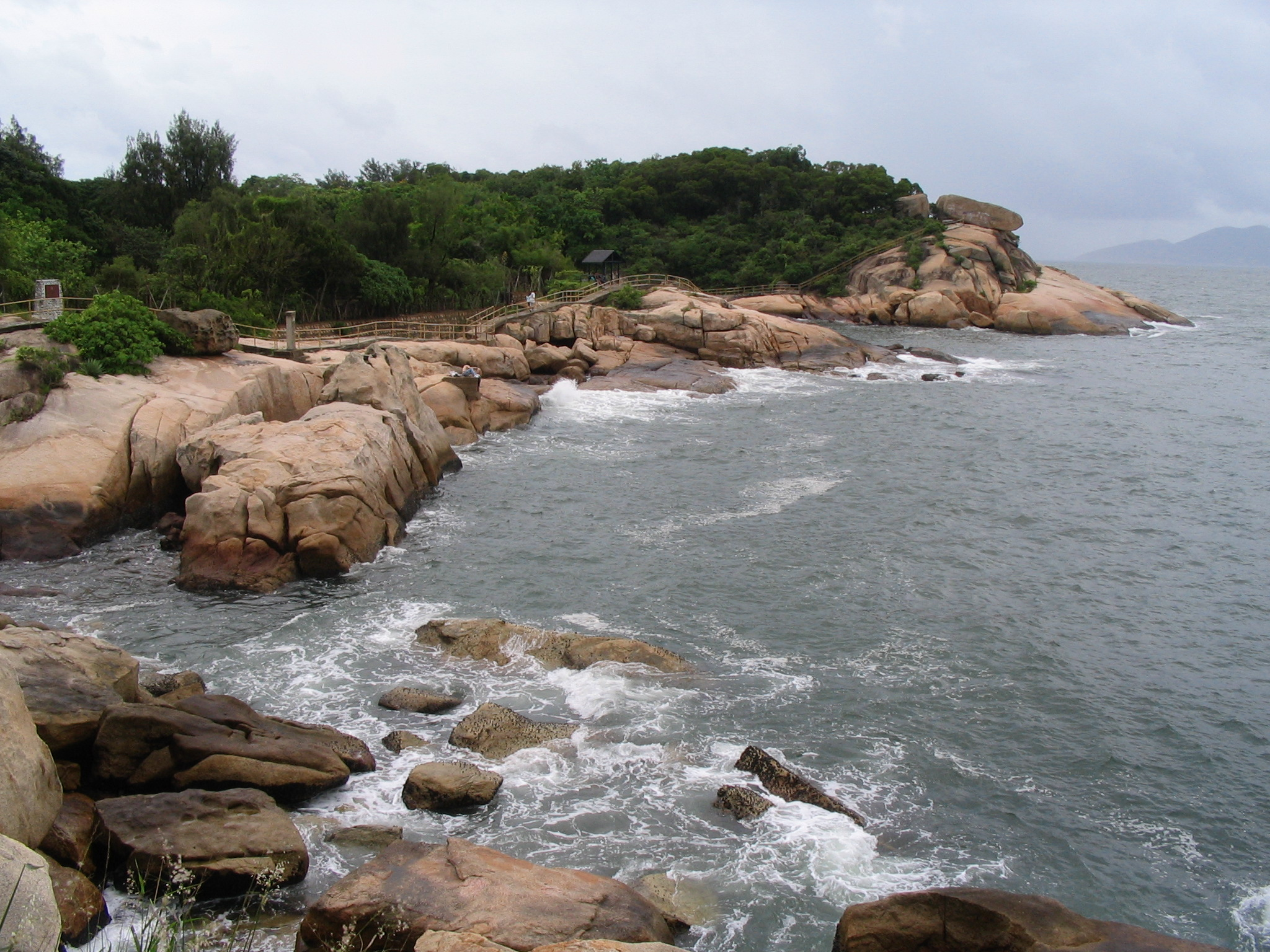
Küste auf Po Yue Wan
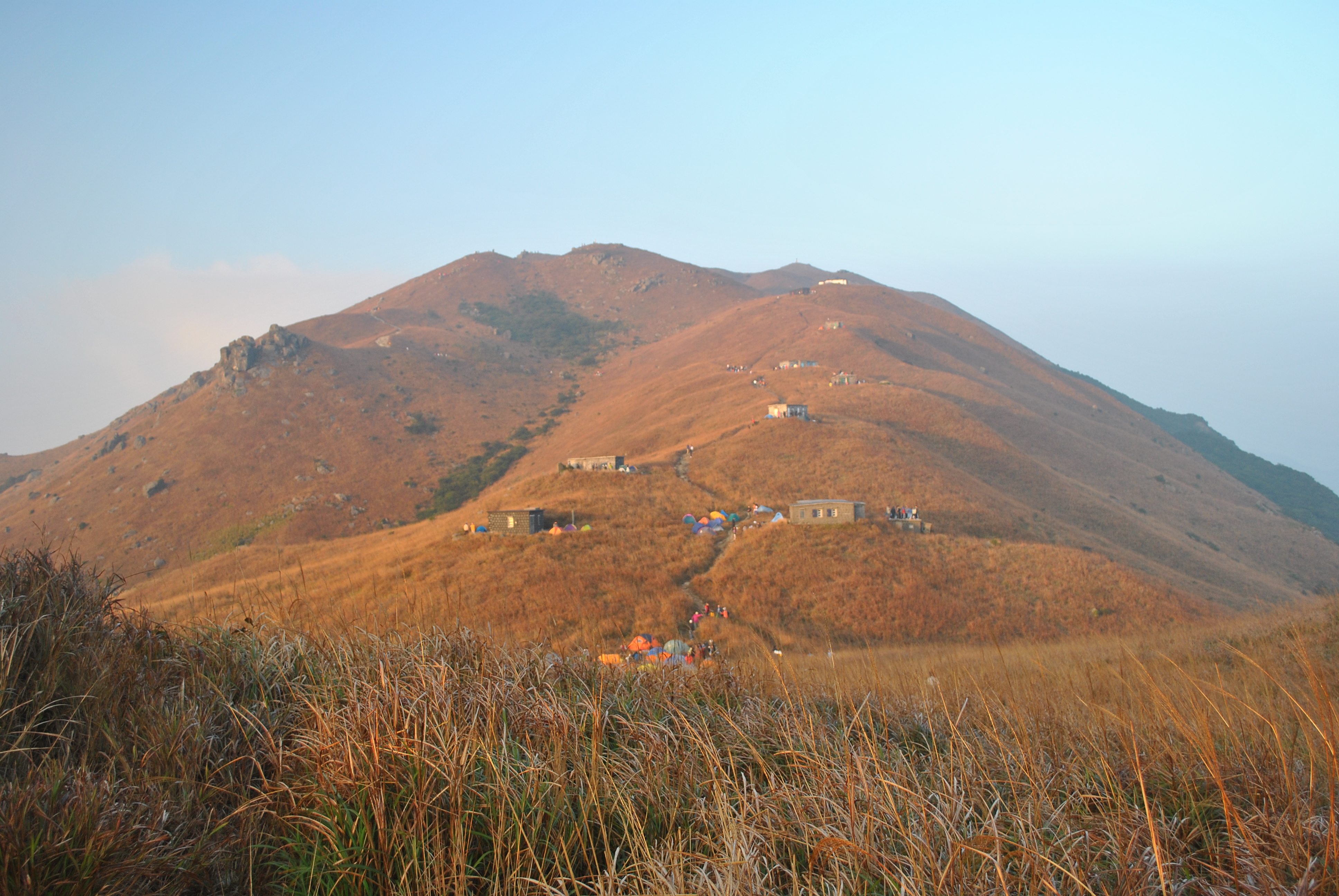
Sunset Peak auf Lantau